# دارنيل إدواردز
دارنيل إدواردز هو لاعب كرة القدم الكندية كندي، ولد في 8 أكتوبر 1978.